# LPGA Tour 1959
Navigation
Édition précédente Édition suivante
Le LPGA Tour 1959 est la dixième édition du Ladies Professional Golf Association Tour (LPGA), circuit professionnel féminin de golf, qui se déroule du 11 janvier 1959 au 26 septembre 1959 exclusivement aux États-Unis. Cette dixième édition de ce circuit permet de proposer un certain nombre de tournois professionnels destinés aux femmes en dehors des compétitions amateurs. La volonté de la professionnalisation des golfeuses leur permet désormais de gagner de l'argent en jouant au golf.
Cette saison comporte vingt-neuf tournois, soit cinq de plus qu'en 1958, auxquels sont insérées des dotations financières en fonction du résultat de la golfeuse. Quatre de ces tournois sont considérés comme « tournoi majeur » - le Championnat Titleholders, l'Open américain, le Championnat LPGA et le Western Open - et sont considérés comme les plus prestigieux et difficiles à remporter.
L'Américaine Betsy Rawls gagne pour la seconde fois après l'édition 1952 le classement des gains avec 26 774 $ en remportant dix victoires dont deux tournois majeurs : le Championnat LPGA et le Western Open. Les deux autres tournois majeurs, le Championnat Titleholders et l'Open américain, sont respectivement remportés par Louise Suggs et Mickey Wright. Tous les tournois ont été remportés par des Américaines professionnelles. Enfin, le « Trophée Vare », créé en 1953, récompensant la golfeuse ayant la moyenne de score la plus basse de la saison est également remporté par Betsy Rawls pour la première fois.

## Histoire
Pour l'organisation de cette dixième édition, tous les tournois se disputent aux États-Unis par des golfeuses principalement américaines professionnelles et amateures. Le calendrier établi fait débuter la saison en Floride. L'Open de Mayfair ouvre la saison avec la victoire de Marlene Hagge. Au cours de cette saison, tous les tournois ont été remportés par des golfeuses américaines professionnelles.
Avec dix tournois remportés dont deux tournois majeurs, le Championnat LPGA et le Western Open, l'Américaine Betsy Rawls termine première au tableau des gains avec 26 774 $ pour la seconde fois de sa carrière. Les deux autres tournois majeurs, le Championnat Titleholders et l'Open américain, sont respectivement remportés par Louise Suggs et Mickey Wright.

## Participantes à la saison LPGA 1959
Les participantes ont deux statuts. Certaines sont devenues professionnelles, et pour certaines avant la création de ce circuit, mais de nombreuses amateures prennent également part aux tournois sans toutefois pouvoir recevoir le montant des gains en raison de leur statut.
| Participantes    | Participantes    | Participantes    | Participantes    | Participantes    |
| Professionnelles | Professionnelles | Professionnelles | Professionnelles | Professionnelles |
| ---------------- | ---------------- | ---------------- | ---------------- | ---------------- |
| Gloria Armstrong | Patty Berg       | Kathy Cornelius  | Fay Crocker      | Betty Dodd       |
| Mary Lena Faulk  | Marlene Hagge    | Beverly Hanson   | Betty Jameson    | Ruth Jessen      |
| Peggy Kirk Bell  | Murle MacKenzie  | Jo Ann Prentice  | Jackie Pung      | Bonnie Randolph  |
| Betsy Rawls      | Marilynn Smith   | Wiffi Smith      | Louise Suggs     | Mickey Wright    |
| Joyce Ziske      |                  |                  |                  |                  |
| Amateures        |                  |                  |                  |                  |
| JoAnne Gunderson | Anne Quast       | Anne Sander      |                  |                  |

## Calendrier de la saison 1959
L'édition 1959 se déroule du 11 janvier 1959 au 26 septembre 1959. La tableau suivant présente tous les tournois programmés pour la saison 1959. Les chiffres entre parenthèses correspondent au nombre de victoires remportées au moment de la victoire de la golfeuse audit tournoi remporté. Il est à noter que tous les tournois considérés comme tournois majeurs sont reconnus comme victoires officielles au palmarès du LPGA et ajoutés au palmarès des golfeuses, même avant sa création en 1950. Les tournois majeurs sont indiqués en gras.
| Date       | Tournoi                                       | Catégorie      | Dotation (US$) | Vainqueur individuelle |
| ---------- | --------------------------------------------- | -------------- | -------------- | ---------------------- |
| 13/01/1959 | Open de Mayfair, Floride                      |                | 4 750 $        | Marlene Hagge (16)     |
| 18/01/1959 | Open de Tampa, Floride                        |                | 7 500 $        | Ruth Jessen (1)        |
| 01/02/1959 | MAGA Pro-Am, Floride                          |                | 5 000 $        | Wiffi Smith (4)        |
| 15/02/1959 | Open de St. Petersburg, Floride               |                | 7 500 $        | Louise Suggs (44)      |
| 22/02/1959 | Open de Lake Worth, Floride                   |                | 7 500 $        | Betsy Rawls (29)       |
| 01/03/1959 | Golden Triangle Festival, Floride             |                | 3 500 $        | Beverly Hanson (13)    |
| 08/03/1959 | Open de Jacksonville, Floride                 |                | 5 710 $        | Mickey Wright (10)     |
| 15/03/1959 | Championnat Titleholders, Géorgie             | Tournoi majeur | 5 000 $        | Louise Suggs (45)      |
| 23/03/1959 | Open de Royal Crown, Géorgie                  |                | 5 747 $        | Betsy Rawls (30)       |
| 12/04/1959 | Open de Babe Zaharias, Texas                  |                | 5 500 $        | Betsy Rawls (31)       |
| 19/04/1959 | Open de Dallas Civitan, Texas                 |                | 10 000 $       | Louise Suggs (46)      |
| 26/04/1959 | Open de Betsy Rawls, Caroline du Sud          |                | 5 629 $        | Wiffi Smith (5)        |
| 03/05/1959 | Open de Land of Sky, Caroline du Nord         |                | 5 000 $        | Betsy Rawls (32)       |
| 10/05/1959 | Howard Johnson Invitational, Caroline du Nord |                | 5 000 $        | Joyce Ziske (2)        |
| 31/05/1959 | Open de Cavalier, Virginie                    |                | 5 500 $        | Mickey Wright (11)     |
| 07/06/1959 | Triangle Round Robin, Virginie                |                | 9 000 $        | Betsy Rawls (33)       |
| 14/06/1998 | Open American, Minnesota                      |                | 7 000 $        | Beverly Hanson (14)    |
| 27/06/1959 | Open américain, Pennsylvanie                  | Tournoi majeur | 7 200 $        | Mickey Wright (12)     |
| 06/07/1959 | Championnat LPGA, Indiana                     | Tournoi majeur | 7 500 $        | Betsy Rawls (34)       |
| 09/07/1959 | Open d'Hoosier, Indiana                       |                | 4 000 $        | Marlene Hagge (17)     |
| 19/07/1959 | Open d'Alliance Machine International, Ohio   |                | 10 000 $       | Mickey Wright (13)     |
| 26/07/1959 | Open de Mt. Prospect, Illinois                |                | 20 000 $       | Betsy Rawls (35)       |
| 16/08/1959 | Western Open, Washington                      | Tournoi majeur | 7 000 $        | Betsy Rawls (36)       |
| 23/08/1959 | Open de Spokane, Washington                   |                | 7 500 $        | Beverly Hanson (15)    |
| 31/08/1959 | Open de Waterloo, Iowa                        |                | 7 000 $        | Betsy Rawls (37)       |
| 06/09/1959 | Open de Cosmopolitan, Illinois                |                | 5 700 $        | Kathy Cornelius (3)    |
| 13/09/1959 | Open de Memphis, Tennessee                    |                | 7 000 $        | Marilynn Smith (5)     |
| 20/09/1959 | Open de Links Invitation, Géorgie             |                | 7 500 $        | Beverly Hanson (16)    |
| 26/09/1959 | Open de Opie Turner, Oklahoma                 |                | 7 500 $        | Betsy Rawls (38)       |

## Classements saison 1959

### Tableau des gains («Money list»)
Le tableau ci-dessous est le classement des golfeuses par gains obtenus sur cette saison 1959. Le classement par gains est remporté par Betsy Rawls avec 26 774 $ remportés.
| Cla. | Golfeuses   | Gains    | Victoires |
| ---- | ----------- | -------- | --------- |
| 1    | Betsy Rawls | 26 774 $ | 10        |

### Trophée Vare («Vare Trophy»)
Le tableau ci-dessous est le classement des golfeuses par scores les plus bas sur cette saison 1959.
| Cla. | Golfeuses   | Moyenne |
| ---- | ----------- | ------- |
| 1    | Betsy Rawls |         |